# Amyris verrucosa
Amyris verrucosa är en vinruteväxtart som beskrevs av A. Borhidi & Kereszty. Amyris verrucosa ingår i släktet Amyris och familjen vinruteväxter. Inga underarter finns listade i Catalogue of Life.